# 諏訪部庄左衛門

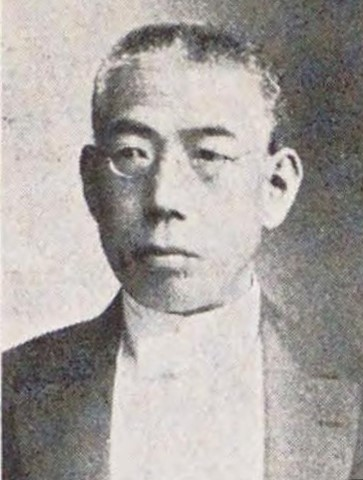
諏訪部庄左衛門

諏訪部 庄左衛門（すわべ しょうざえもん、1868年9月3日〈明治元年7月17日〉 - 1947年〈昭和22年〉11月13日）は、明治後期から昭和にかけての日本の実業家・政治家。財界では長野商業会議所会頭や長野電灯社長、政界では長野市会議員や衆議院議員（当選1回）を務めた。

## 来歴

### 政界での経歴
諏訪部庄左衛門は、明治元年7月17日（新暦：1868年9月3日）、諏訪部元助の長男として生まれた。諏訪部家は長野の東町に住む200年続く旧家で、当主は代々「庄左衛門」を襲名。「三河屋」を屋号とし、北信地方の特産物である菜種を原料に菜種油を製造する、長野で著名な菜種油商であった。最盛期には越後直江津港に自家船を持ったという。なお、大正時代の興信録には諏訪部は菜種油製造業と肥料・砂糖商を営むとある。
1894年（明治27年）、諏訪部は長野町会議員に初当選した。1897年（明治30年）4月の市制施行に伴う同年6月の第1回長野市会議員選挙で当選し、市会議員となる。3年後の半数改選で再選されたのち、1906年（明治39年）6月にも再選。この間1905年（明治38年）7月と1909年（明治42年）7月に市の参事会員にも選ばれた。1912年（明治45年）6月の選挙で4度目の当選を果たすと市会議長に推される。1916年（大正5年）6月の選挙でも再選され再び議長となったが、議長は1917年（大正6年）11月に辞任している。
1917年4月20日に実施された第13回衆議院議員総選挙では長野県市部選挙区（長野市）に立憲政友会より立候補し、憲政会の候補を破って当選、衆議院議員となった。衆議院では1918年（大正7年）12月からの第41回帝国議会で決算委員、翌年12月からの第42回帝国議会で予算委員にそれぞれ選ばれている。1920年（大正9年）5月の第14回総選挙（小選挙区制採用）では長野県第1区（長野市）の立憲政友会候補として小坂順造が当選しており、諏訪部は立候補していない。

### 実業界での経歴
会社役員となったのは長野市の長野電灯が初めである。役員録によると1899年（明治32年）には同社の監査役に名を連ねている（社長は小坂善之助）。1903年（明治36年）1月信濃新聞株式会社（信濃毎日新聞発行元）でも監査役となり、同年12月長野市に長野実業銀行（2代目信濃銀行の前身）が設立された際にはその取締役に就任した。その後1905年1月に長野電灯で、1912年7月に信濃新聞でそれぞれ取締役に就任。さらに1913年（大正2年）には長野市内の都市ガス会社長野瓦斯の取締役に就任した。
1915年（大正4年）3月、長野市内の商業会議所である長野商業会議所（現・長野商工会議所）の第5代会頭に就任し、1917年3月まで在任した。このころ長野実業銀行取締役を退任している（1916年1月の取締役改選で再選されず）。一方で長野電灯では1924年（大正13年）1月、前年社長となった小坂順造の下で常務取締役に就任する。同年12月には梓川電力の監査役にも就いた。同社は長野電灯と信濃電気が共同出資する発電会社である。梓川電力ではその後1928年（昭和3年）11月に取締役へと転じている。
1929年（昭和4年）7月17日、長野電灯の第4代社長に就任した。これは衆議院議員でもある社長の小坂順造が濱口雄幸内閣の拓務政務次官に就任して一時的に不在となったためである。翌1930年（昭和5年）7月には代表取締役制の導入で代表取締役社長となった。また同年小坂が越寿三郎から信濃電気とその傘下にある石灰窒素メーカー信越窒素肥料（現・信越化学工業）の経営を託されたことから、諏訪部も4月に信濃電気の取締役、7月に信越窒素肥料の取締役にそれぞれ就いている。
1931年7月17日、小坂の社長復帰に伴い長野電灯では社長から副社長へと転じた。副社長時代に書かれた書籍によると、このころ諏訪部は長野電灯の経営に軸足を移して家業「三河屋」の経営はもっぱら長男の元助に任せていたという。1937年（昭和12年）3月、長野電灯と信濃電気の合併により新会社・長野電気（社長小坂順造）が発足する。しかし諏訪部は直前の同年1月5日付で長野電灯の代表取締役を辞任しており、新会社・長野電気の役員には就いていない。その後も梓川電力の取締役には留任していたが、同社は1942年（昭和17年）に長野電気へ吸収されている。
1943年版の興信録では、諏訪部は長野瓦斯・信濃毎日新聞・信越化学工業の取締役を務めるとある。このうち信越化学工業取締役には1943年（昭和18年）11月まで在任した。その4年後の1947年（昭和22年）11月13日に諏訪部は死去した。79歳没。

## 家族
長男の諏訪部元助は1890年（明治23年）1月生まれ。早稲田大学商科を卒業ののち1932年長野市会議員に当選、のちに市会副議長・議長を務めた。1937年3月の長野電気設立時に同社の取締役にも就いている。